# Bordado español

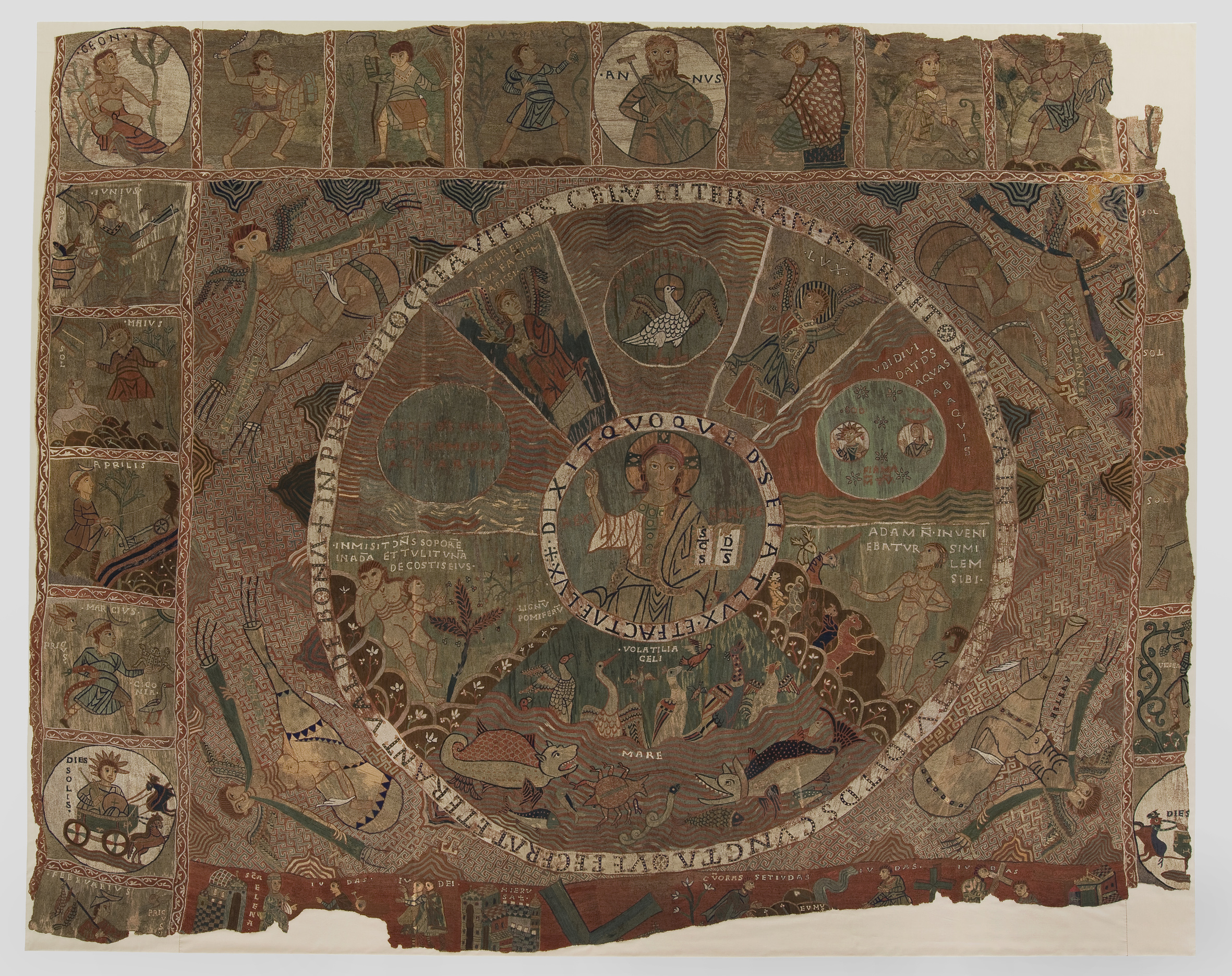
Tapiz de la Creación, Museo Catedralicio de la Catedral de Gerona. Pese a su nombre, es un bordado, no un tapiz

El bordado español es una de las principales modalidades de las artes textiles en España. La técnica del bordado empezó a descollar en la Edad Media, época en que España fue un importante centro productor de bordado de lujo o erudito. Con posterioridad, aunque no cabe hablar de un sello estilístico común a toda la variedad de bordados producidos en el país —y por ello no se diferencia sustancialmente de otros bordados nacionales del continente europeo—, sí que destacan diversos centros de producción de ámbito local que descollaron en el terreno del bordado popular, la mayoría de ellos fijados alrededor del siglo XVI.

## Historia

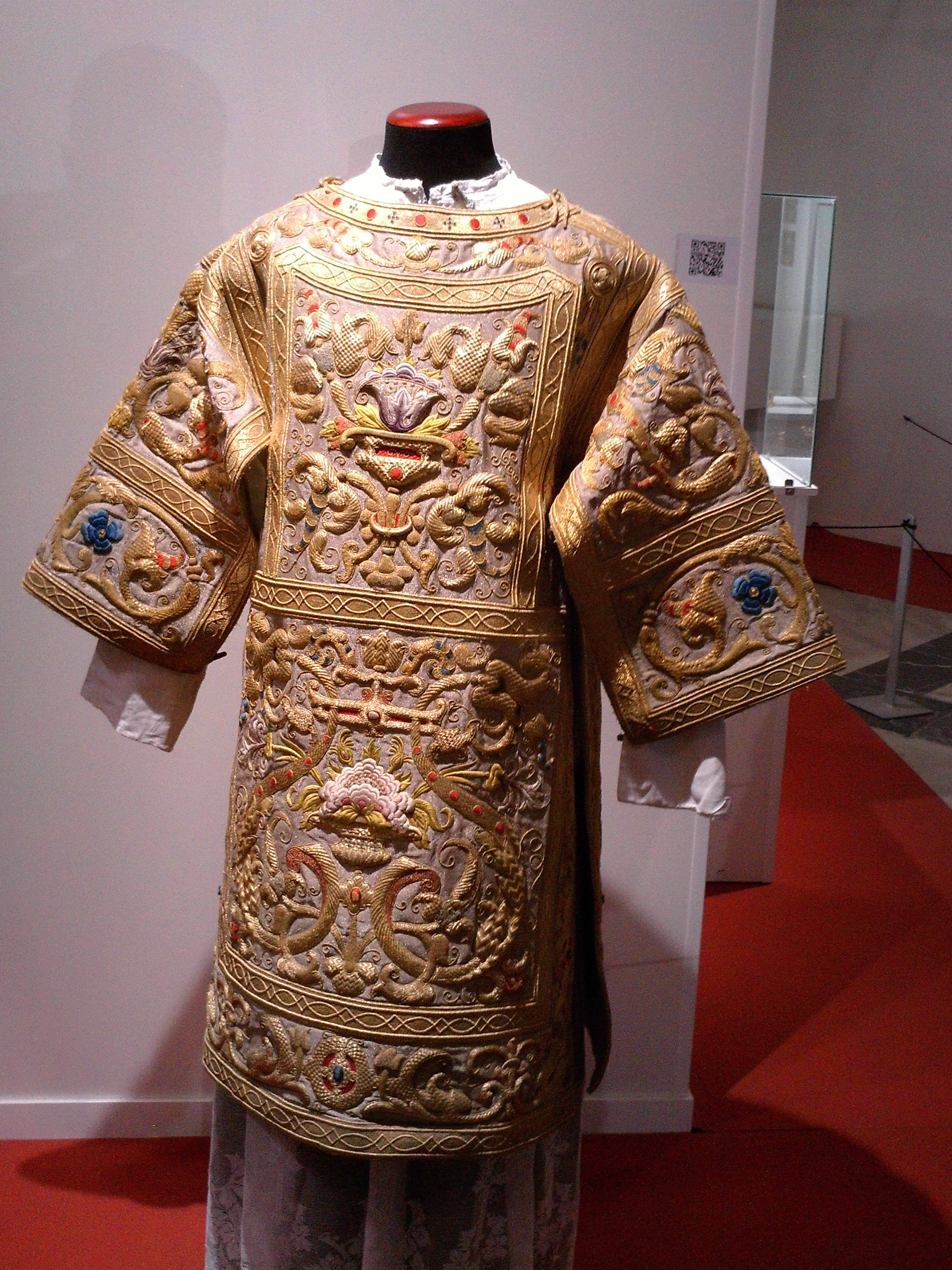
Casulla con bordados de oro del siglo xviii usada por el cabildo catedralicio de Sevilla para el Corpus Christi

Los bordados son labores en relieve realizados con aguja sobre tejidos ya confeccionados. Se diferencian entre bordado erudito y bordado popular en función del tejido sobre el que se realiza, la calidad de la hebra, la técnica, el estilo, el tamaño y el destino.
Los primeros vestigios de bordado en España son de la Edad Media, cuando se tienen noticias de varios talleres de bordado erudito de gran calidad. El más antiguo conservado es el forro interior con decoración animalística del arca de las reliquias de San Isidoro de León, del siglo X. El mejor exponente de este período es el tapiz de la Creación de la catedral de Gerona (siglo XI), con escenas del Génesis, elaborado con las técnicas de la cadeneta y el cordoncillo.
Desde el siglo XVI destacó especialmente el bordado popular, con diversos centros de producción: destacan varios en la provincia de Toledo, como Navalcán, caracterizado por sus diseños geométricos que denotan una antigua influencia de los bordados coptos y del Mediterráneo oriental; Lagartera muestra unas influencias similares, combinadas con otras de estilo renacentista; Oropesa tiene diversas variedades estilísticas, desde las medievales y platerescas hasta las chinerías y las sedas dieciochescas; y Talavera, que también tiene variedades de tipo lagarterano junto a otras inspiradas en la loza de producción tanto local como italiana.
Otros centros de relevancia del ámbito nacional son: Salamanca, con motivos de tipo zoomorfo de origen medieval y sasánida; Cáceres, con un estilo de origen mudéjar y renacentista; Ávila, caracterizada por unos dibujos lineales en negativo; Zamora, de motivos naturalistas; Segovia, que tiene como principal elemento iconográfico el clavel; Mallorca, con labores exuberantes de alegre colorido que parecen tener un origen balcánico; Huelva, con su típica técnica del «cortadillo»; y Canarias, centrada en los calados y deshilados.